# Adrian (Minnesota)
Adrian is een plaats (city) in de Amerikaanse staat Minnesota, en valt bestuurlijk gezien onder Nobles County.

## Demografie
Bij de volkstelling in 2000 werd het aantal inwoners vastgesteld op 1234.
In 2006 is het aantal inwoners door het United States Census Bureau geschat op 1226 .

## Geografie
Volgens het United States Census Bureau beslaat de plaats een oppervlakte van
2,9 km², geheel bestaande uit land. Adrian ligt op ongeveer 476 m boven zeeniveau.